# Povos latinos

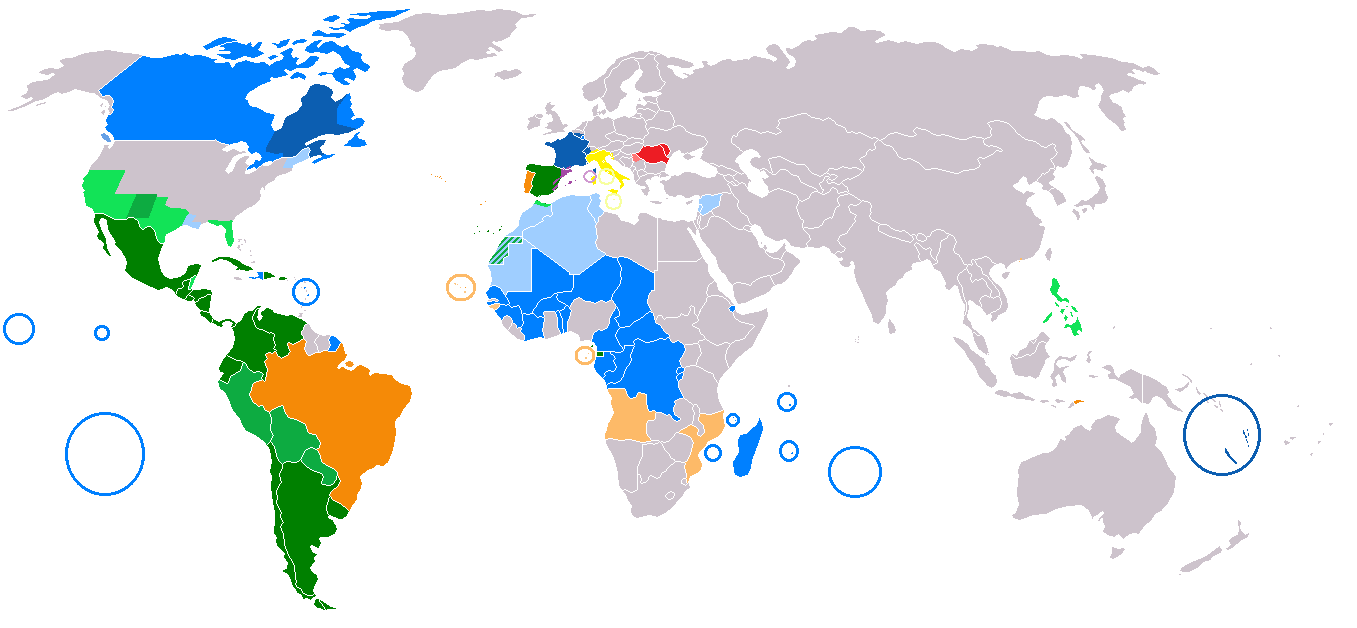
Regiões com influência da cultura latina

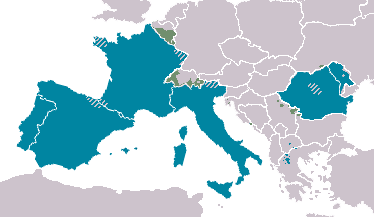
Mapa da Europa latina: em azul, estão territórios em que uma língua neolatina é o idioma nacional, e, em verde, territórios onde uma língua neolatina é uma das línguas oficiais

Povos latinos ou povos de cultura latina refere-se a povos com a cultura dos países cuja língua veicular e parte de seu legado cultural e étnico seja derivado da Roma Antiga. Neste sentido, podem ser citados como referenciais da cultura latina os povos hispanófonos (de língua castelhana), lusófonos (de língua portuguesa), os povos de língua galega, os povos de língua catalã,  os povos de língua aragonesa, os povos de língua leonesa, os povos de língua romena.
Mais abaixo apresenta-se uma lista não exaustiva dos países de cultura latina, que podem ser diferenciados em "primeira geração" (a Roma Antiga, hoje extinta), a "segunda geração" (Europa latina, produtos diretos da colonização romana) e os países da "terceira geração", latinizados pela segunda geração, situados sobretudo na América.
Também é importante citar que não se pode realmente classificar de "latinos" os países cuja cultura não é majoritariamente latina.
Trata-se de países que foram colonizados por uma potência latina, cuja influência é, todavia, superficial, muitas vezes limitada à língua oficial. Frequentemente estes países de língua não-românica podem dominar oralmente um idioma latino e ter um relevante influência da cultura latina (culturas africanas, ameríndia ou asiática). Isto ocorre sobretudo nos países africanos francófonos e lusófonos, nas Filipinas e também no Haiti ou na Bolívia).
E, por fim, há também a categoria de países de maioria não-latina que possuem significantes minorias latinas, como a Suíça, a Bélgica ou o Canadá.